# Amt Friedberg
Das Amt Friedberg war ein Amt der Landgrafschaft Hessen-Darmstadt und ab 1806 des Großherzogtums Hessen.

## Funktion
In der Frühen Neuzeit waren Ämter eine Ebene zwischen den Gemeinden und der Landesherrschaft. Die Funktionen von Verwaltung und Rechtsprechung waren hier nicht getrennt. 

## Geschichte
1803 fiel die Stadt Friedberg mit dem Reichsdeputationshauptschluss an das Großherzogtum Hessen. Die Burggrafschaft Friedberg ereilte das gleiche Schicksal 1806. Beide Einheiten bestanden separat weiter. Dabei wurde die Stadt Friedberg innerhalb der Verwaltung auch als „Amt Friedberg“ bezeichnet. 1821 kam es zu einer Justiz- und Verwaltungsreform, mit der auch die Trennung der Rechtsprechung von der Verwaltung auf unterer Ebene umgesetzt wurde. Die Ämter wurden aufgelöst, ihre Aufgaben hinsichtlich der Verwaltung neu gebildeten Landratsbezirken, die erstinstanzliche Rechtsprechung Landgerichten übertragen. Das „Amt Friedberg“ wurde dabei aufgelöst. Die bisher durch das Amt vorgenommene Verwaltung wurde von dem neu gebildeten Landratsbezirk Butzbach, die Rechtsprechung vom Landgericht Friedberg übernommen.